# 5th Anti-Aircraft Division
5th Anti-Aircraft Division, en brittisk luftvärnsdivision, sattes upp den 1 september 1938. Divisionen täckte områdena runt Southampton och Portsmouth. Divisionen lydde under Eastern Command.

## Enheter
- 35th Anti-Aircraft Brigade (formerad 01.04.38)
  - 56th (Cornwall) Anti-Aircraft Regiment
  - 57th (Wessex) Anti-Aircraft Regiment
  - 72nd (Hampshire) Anti-Aircraft Regiment
  - 48th (Hampshire) Anti-Aircraft Battalion

- 45th Anti-Aircraft Brigade (formerad 29.09.38)
  - 77th (Welsh) Anti-Aircraft Regiment
  - 67th Searchlight Regiment (6th (Glamorgan) Battalion, The Monmouthshire Regiment)
  - 68th Searchlight Regiment (1st (Rifle) Battalion, The Monmouthshire Regiment)

- 46th Anti-Aircraft Brigade (formerad 27.09.38)
  - 76th (Gloucestershire) Anti-Aircraft Regiment
  - 98th Anti-Aircraft Regiment
  - 66th Searchlight Regiment (4th (City of Bristol) Battalion, The Gloucestershire Regiment)

- 47th Anti-Aircraft Brigade (formerad 29.09.38)
  - 80th (Berkshire) Anti-Aircraft Regiment
  - 30th (Surrey) Anti-Aircraft Battalion
  - 35th (First Surrey Rifles) Anti-Aircraft Battalion
  - 63rd Searchlight Regiment (4th Btn, The Queens Royal Regiment (West Surrey))
  - 72nd (Middlesex) Searchlight Regiment

- 55th Light Anti-Aircraft Brigade (formerad september 1939)
  - 23rd Light Anti-Aircraft Regiment
  - 24th Light Anti-Aircraft Regiment
  - 34th Light Anti-Aircraft Regiment
  - 35th Light Anti-Aircraft Regiment
  - 36th Light Anti-Aircraft Regiment